# 5118 Elnapoul
Az 5118 Elnapoul (ideiglenes jelöléssel 1988 RB) a Naprendszer kisbolygóövében található aszteroida. Poul Jensen fedezte fel 1988. szeptember 7-én.